# ناثان براون (دراج)
ناثان براون (بالإنجليزية: Nathan Brown) (و. 1991  م) هو راكب دراجة هوائية، من الولايات المتحدة الأمريكية، ولد في كولورادو سبرينغس، كولورادو، شارك في طواف إسبانيا، وطواف إسبانيا 2014، وسباق طواف فرنسا 2017.

## سباقات أو مراحل فاز بها
| التاريخ       | السباق                    | المركز                      |
| ------------- | ------------------------- | --------------------------- |
| 16 يونيو 2013 | تور دي بوس 2013           | الفائز في التصنيف العام     |
| 04 أبريل 2015 | جائزة ميغيل إندوراين 2015 | المرتبة 14 في التصنيف العام |
| 27 مارس 2016  | فولتا كاتالونيا 2016      | العاشر في تصنيف أفضل شاب    |
| 02 أبريل 2016 | جائزة ميغيل إندوراين 2016 | المرتبة 11 في التصنيف العام |
| 29 مايو 2016  | طواف إيطاليا 2016         | التاسع في تصنيف أفضل شاب    |

## روابط خارجية
- ناثان براون على موقع الاتحاد الدولي للدراجات (الإنجليزية)
- ناثان براون على موقع أرشيف الدراجات (الإنجليزية)
- ناثان براون على موقع إحصائيات الدراجات الإحترافية (الإنجليزية)
- ناثان براون على موقع نسبة الدراجات (الإنجليزية)
- ناثان براون على موقع CycleBase (الإنجليزية)